# Sint-Willibrorduskerk (Olburgen)
De Sint-Willibrorduskerk is een rooms-katholieke kerk in de Nederlandse plaats Olburgen. De kerk is in 1869 gebouwd naar ontwerp van Friedrich Wilhelm Mengelberg en Gerard te Riele en kreeg als patroonheilige Willibrord. De kerk is gebouwd als pseudobasiliek in de stijl van het St. Bernulphusgilde. Aan de straatzijde heeft het gebouw een toren die 45 graden gedraaid is ten opzichte van de voorgevel. De toren wordt bekroond met een ingesnoerde naaldspits. Het gebouw heeft aan alle zijden spitsboogvensters. De muren aan de binnenzijde zijn in de 20e eeuw wit gepleisterd. In de kerk zijn daarnaast interieurelementen van Mengelberg aanwezig, waaronder het altaar. 
De kerk is in 1976 aangewezen als rijksmonument.

## Galerij

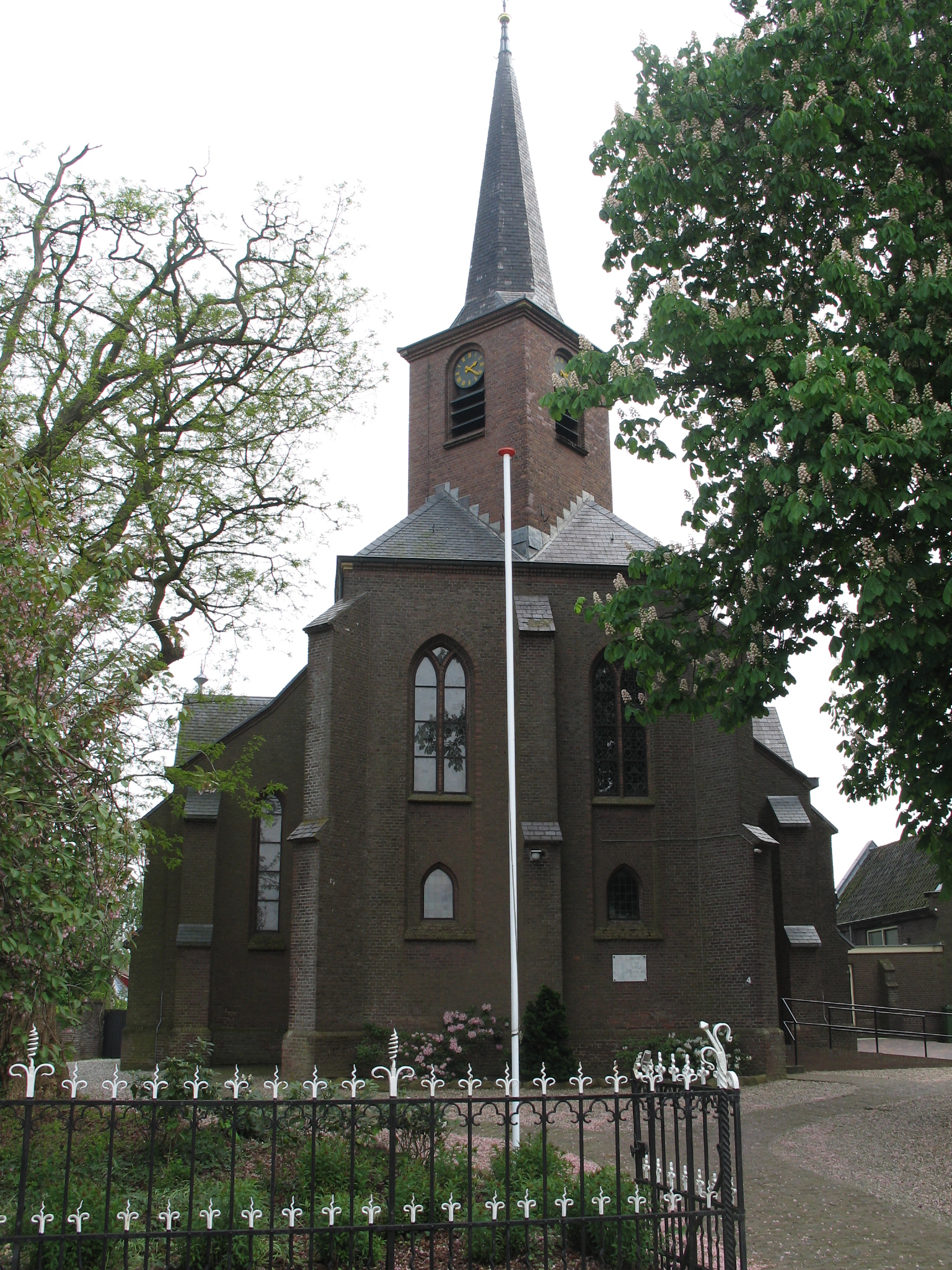
Vooraanzicht
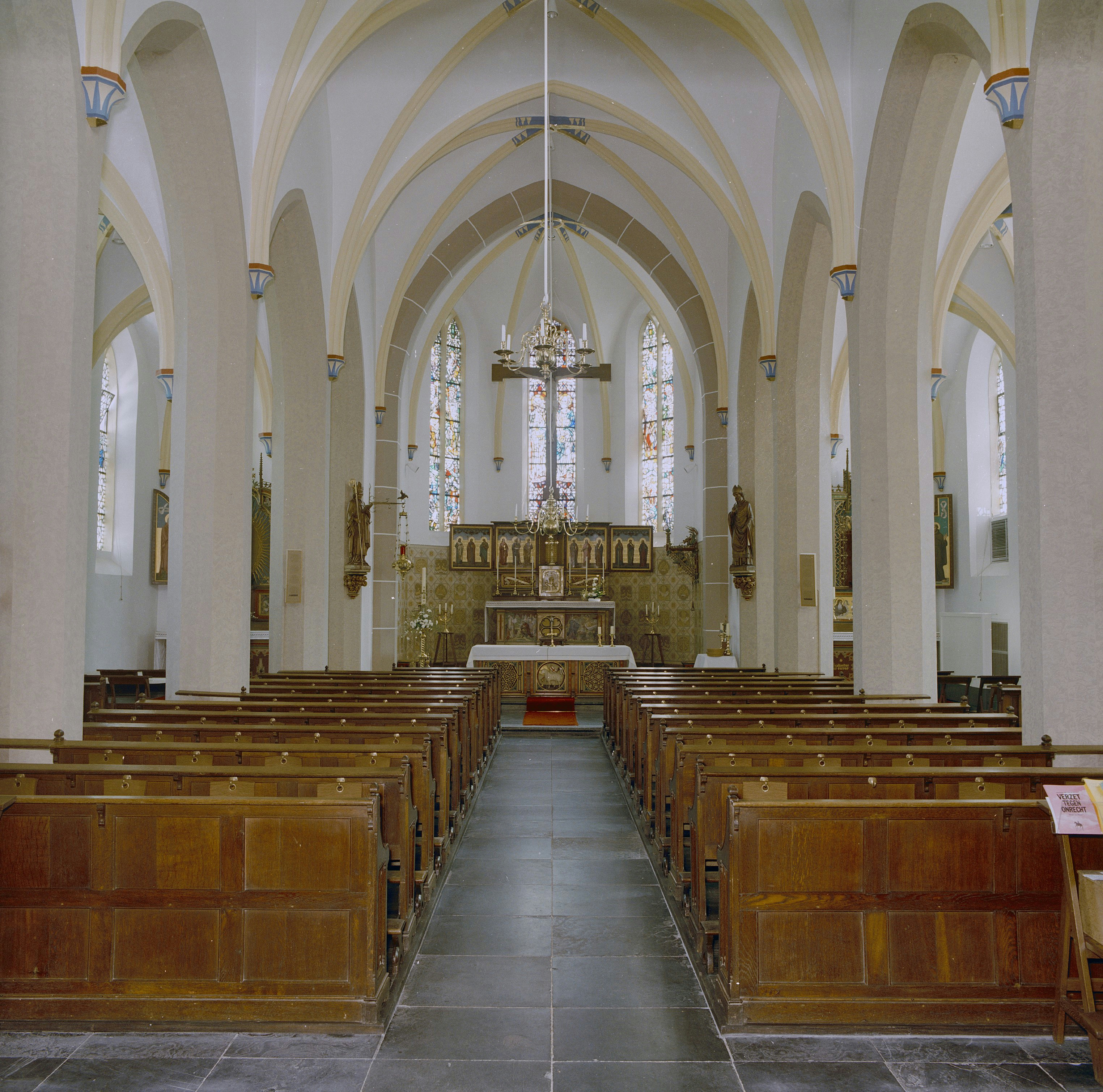
Zicht op het priesterkoor
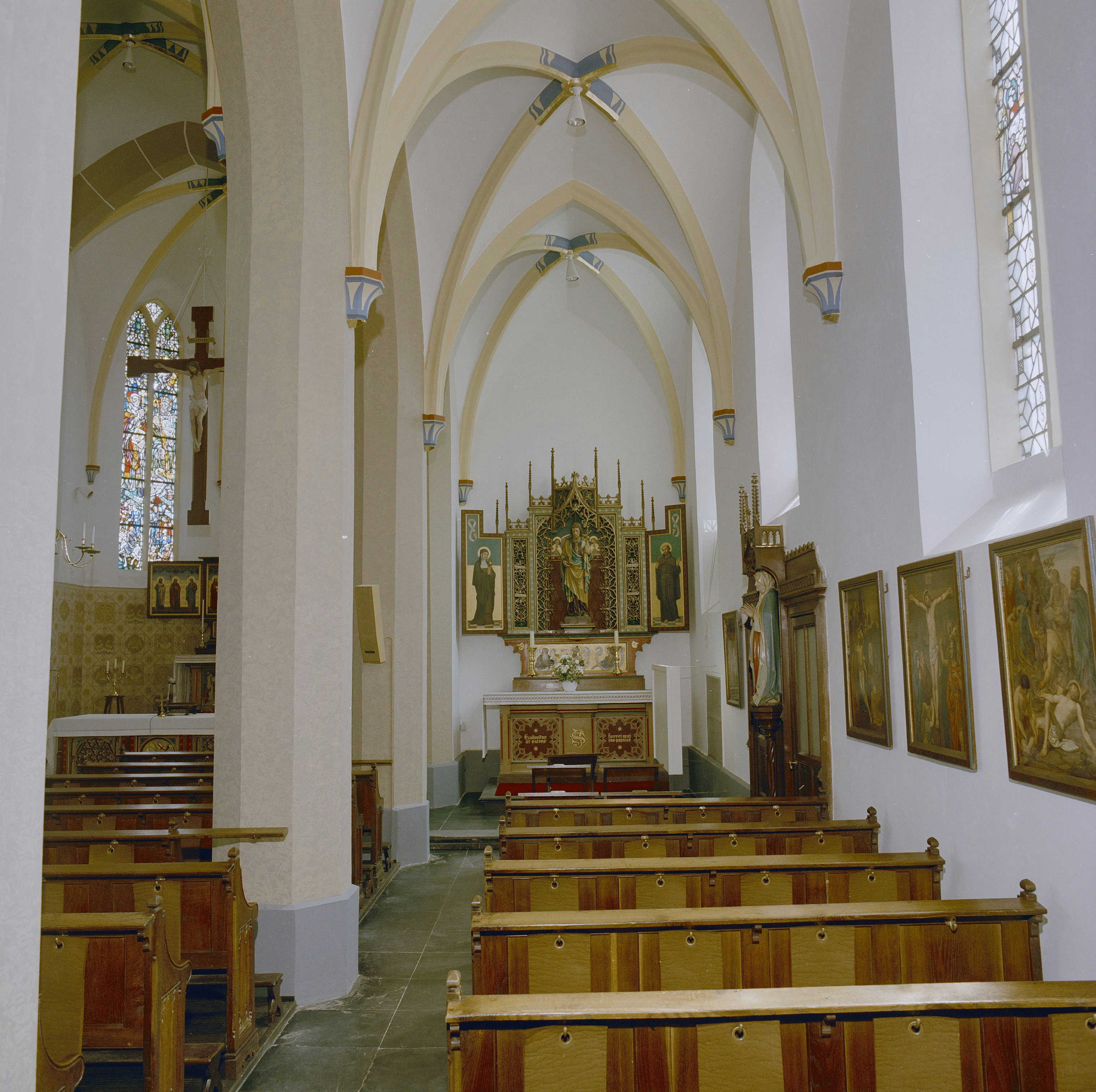
Zijbeuk met altaar